# 雑学
雑学（ざつがく）とは、雑多な知識の集合のこと（トリビアとは若干意味合いが異なる。）。興味本位で面白さを重視し、1つ1つは知識だが、集められた知識はお互いに関連性が希薄な事柄で、全体としてみて系統立っていないものを指す。知識がそういう状態になっていることや、そのような形で知識を学ぶことを指すこともある。
一般常識も雑学に含まれるが、一般常識以外の知識が多い。有用な知識として取り扱われたりもするが、無駄な知識の集まりであるとして、注目や感心はされるが重要視されない場合に否定的な文脈で用いられることが多い。多分野の知識で、人を楽しませる道具として使われる。
学問の対象分野についてではなく、知識の整理のされ方について表した言葉である。学問に属する知識は特定のやり方で系統立てて整理されており、学ぶ人はその道筋に沿って順序だてて、自分が研究したい分野について知識を深めていく。それに対し雑学を構成する知識は、全体としてひとつの学問を構成しない。つまり、雑学という学問は存在しない。一部カテゴリに収まる雑学などもある（商標の普通名称化など）
雑学を構成する知識は瑣末な事実の記述に終始する、ある人にとっては雑学である知識でも、その分野の研究者にとっては学問を構成する知識の一部分である。しかし、このように抜き出された知識は、系統立っておらず、また考え方の上で応用もきかないことが多い。
雑学的知識を収集・編纂した「雑学本」「雑学書」は、アメリカ合衆国などではペーパーバック、日本では文庫本や新書判で多数が市販されているが、それらは読者受けする通俗的な娯楽性を重んじる編纂傾向が強く、明確な文献を典拠として学術的記述法で情報を引用するような姿勢は乏しい。編纂者または編纂グループとされる者の素性・実態が定かでない事例も多々ある。

## 歴史
1782年に成立した四庫全書総目提要では他の類に入らないものを雑家類としてまとめ、その中で説を立てるものを雑学と定義した。
明治時代の日本では江戸時代の博識者である喜多村信節などが雑学者と呼ばれるようになり、雑学者の扱うものが雑学と呼ばれるようになった。
戦後、『雑学の会』は1950年代より雑誌『雑学』を発行した。そこに関与していた梅田晴夫は雑学について「雑学には本来効用性なんてものはなく、効用のあるような雑学はつまらないものであると考えるものである」と述べていた。
また1958年には『週刊新潮』の掲示板ページでの募集により『雑学倶楽部』の前身が発足したとされ、1970年代にはその後継となる『雑学倶楽部』が発足し、雑学倶楽部は会長が高橋邦太郎、副会長が『雑学のすすめ』の玉川一郎となった。雑学倶楽部は1979年度より日本雑学大賞を開始した。
また1975年には原田幸彦により日本雑学会が発足し、日本雑学会は1976年にロッキード事件への抗議として「ピーナッツ·ラリー」を行うなど行動派として活動した。
2002年、テレビ番組より『トリビアの泉』が登場し、翌2003年にゴールデン化することで雑学ブームが起きる。またこの雑学ブームに乗じて同2003年には「あらすじで読む日本の名著」を初めとする名作文学のあらすじ本が登場して人気になり、2007年にはその延長として名作を漫画化した「まんがで読破」シリーズも登場した。

## 雑学を題材にした主なテレビ番組・企画
2024年5月現在、年1回以上放送されている番組・企画
- 所さんの学校では教えてくれないそこんトコロ!（テレビ東京）
- 日曜日の初耳学（MBSテレビ）
- チコちゃんに叱られる!（NHK総合テレビ）
- 謎解き戦士!ガリベンガーV（テレビ朝日）
- 何を隠そう…ソレが!（テレビ東京）
- ぽかぽか（フジテレビ）※火曜日不定期企画「雑学マウントチャレンジ」として
- せっかち勉強〜知らないとヤバイこと〜（日本テレビ）※不定期

ほか
過去に放送されていた番組
- 新伍のワガママ大百科（MBSテレビ）
- トリビアの泉～素晴らしきムダ知識～（フジテレビ）
- 今すぐ使える豆知識 クイズ雑学王（テレビ朝日）
  - 芸能人雑学王No.1決定戦（テレビ朝日） ※年1～2回程度放送の特別番組。「クイズ雑学王」をベースにした内容。
- 虎の門（テレビ朝日）
- 理由ある太郎（フジテレビ）
- 雑学家族（テレビ朝日）
- 一撃解明バラエティ ひと目でわかる!!（日本テレビ）ほか